# Jeong Seo-yeon
Jeong Seo-yeon (kor. 정서연; ur. 27 stycznia 1995) – południowokoreańska zapaśniczka walcząca w stylu wolnym. Zajęła jedenaste miejsce na mistrzostwach świata w 2019 roku. 
Dziesiąta na igrzyskach azjatyckich w 2022. Srebrna medalistka mistrzostw Azji w 2019; piąta w 2025 roku.